# Provincia Nord (Nuova Caledonia)
La provincia Nord (in francese: province Nord, in Canaco: pruvince Nord) è una delle tre province in cui è suddivisa la Nuova Caledonia.
Amministrativamente comprende i comuni di Canala, Hienghène, Houaïlou, Îles Belep, Kaala-Gomen, Koné, Kouaoua, Koumac, Ouégoa, Poindimié, Ponérihouen, Pouébo, Pouembout, Poum, Poya (parte nord), Touho, Voh.

## Presidenti della provincia Nord
| Presidente      | Periodo in carica              | Partito                                 | N° |
| --------------- | ------------------------------ | --------------------------------------- | -- |
| Léopold Jorédié | 16 giugno 1989 - 9 maggio 1999 | FLNKS-UC (fino al 1997) FCCI (dal 1997) | 1° |
| Paul Néaoutyine | 14 giugno 1999 -               | FLNKS-UC-Palika                         | 2° |